# Oamaru (Nouvelle-Zélande)
Oamaru (/ˌɒməˈɹuː/  ; en maori de Nouvelle-Zélande : Te Oha-a-Maru) est une ville de Nouvelle-Zélande située dans la région d'Otago sur l'est de l'île du Sud de la Nouvelle-Zélande. C'est la ville la plus importante du nord de la région d'Otago.

## Géographie
Oamaru est la principale ville du district de Waitaki (Nouvelle-Zélande). Elle est située à 80 kilomètres au sud de la ville de Timaru et à 120 kilomètres au nord de Dunedin, sur la côte est face à l’Océan Pacifique et sur le trajet de la route nationale 1 et de la ligne de chemin de fer de la Main South Line (en), qui les relient toutes les deux.

## Population
Avec une population de 13 150 habitants, Oamaru est la 27e plus importante zone urbaine de Nouvelle-Zélande, et la seconde plus grande ville d’Otago derrière Dunedin.

## Toponymie
Le nom Oamaru signifie en maori « [la] zone de Maru ». L’identité de Maru reste ouverte à la conjecture[réf. nécessaire].

## Histoire

### Site archéologique
Il y a quelques sites archéologiques importants situés autour d’Oamaru.
Ceux de l’embouchure du fleuve Waitaki, où on trouve en particulier les traces du moa à grands pieds (en) et du Awamoa, ces deux animaux disparus datant de la période archaïque de la culture maorie des chasseurs de Moa, quand la population humaine de la Nouvelle-Zélande était très éparpillée, tout le long de la côte sud et sud-est, aux environs de l’an 1100.
L’embouchure du fleuve Waitaki présente ainsi au moins 1 200 fours répertoriés.
Awamoa fut le principal chantier de fouilles archéologiques en Nouvelle-Zélande quand W.B.D. Mantell creusa à cet endroit lors du Noël 1847 et ensuite jusqu’en 1852.
De petits sites archaïques existent aussi à Cap Wanbrow (en) et à Beach Road dans le centre d’Oamaru.
L’art archaïque, distinctif des abris de la vallée rocheuse de Waitaki, date de cette période — une partie a été réalisée probablement par les occupants de ces sites.
La zone est aussi un site, qui a des caractéristiques de la période classique et protohistorique, datant d’après 1500, au niveau de Tamahaerewhenua, Tekorotuaheka, Te Punamaru, Papakaio et Kakanui.

### Mythologie maorie
La tradition maorie raconte que les peuples anciens dits Kahui Tipua construisirent un canoë nommé Arai Te Uru, qui navigua à partir du sud de la Nouvelle-Zélande vers leurs maisons ancestrales en Polynésie à Hawaiki pour obtenir des kumaras. Sur leur trajet de retour, il prit l’eau au niveau de l’embouchure du fleuve Waitaki, ce qui entraîna la perte des paniers de nourriture vers la plage de Moeraki et se termina par un naufrage au niveau de Matakaea (Shag Point), où ils se retournèrent et échouèrent sur le récif de Danger Reef. Après le naufrage, un membre de l’équipage, Pahihiwitahi, cherchant de l’eau, découvrit le fleuve Waitaki, mais en retournant vers le sud, il ne réussit pas à retrouver le lieu du naufrage avant l’aurore, et il retourna dans les collines de la vallée de Shag. Les universitaires modernes ont suggéré que cette histoire est une allégorie pour expliquer le fait que les kumaras peuvent maintenant pousser au sud de la Péninsule de Banks.

### Histoire européenne
Le 20 février 1770 le capitaine James Cook sur le Endeavour atteint une position très proche de l’embouchure du fleuve Waitaki et « à environ trois miles (soit 5 km) de la côte » selon son journal.
Il affirme que la terre « ici est très basse et plate et continue ainsi jusqu’aux pieds des collines, qui sont au moins à quatre ou cinq miles (6 à 8 km) à l’intérieur des terres. L’ensemble du pays apparaissant stérile, il ne vit aucun signe de la présence d’habitants ».
Il resta sur cette partie de la côte pendant quatre jours et Sydney Parkinson, l’artiste de l’expédition, décrivit ce que semblait être l’aspect de Cape Wanbrow, dans Oamaru. Le 20 février 1770, il écrivait « ...nous étions près de la terre, qui formait une vue agréable pour les yeux nus. Les collines étaient de hauteur modérée, ayant une étendue plate entre elles et le lointain était bordées de falaises rocheuses perpendiculaires près de la mer. »
En fait, les Maoris vivaient dans cette zone et les chasseurs de phoques visitaient déjà la côte en 1814. Le manuscrit dit de Creed (en) découvert en 2003 par William Tucker concernant la Guerre des chasseurs de phoques (en), rapporte que :
« Certains des peuples locaux [ayant été] absents pour une expédition de fête pour rencontrer un grand parti formé de gens venant de Taumutu, Akaroa, Orawenua [Arowhenua]. Ils revinrent. Le bateau des [chasseurs de phoques] passa au delà de Bluff à 8 miles 13 km au nord de Moeraki, où ils mirent pied à terre et arrangèrent leur bateau, s'allongeant dessous pour y dormir. À la nuit, Pukuheke, le père de Te More, vint jusqu'au bateau, les trouvant endormis, et il revint auprès des natifs du sud venant de Bluff. Ils vinrent à cent hommes, tuant cinq Européens et les mangèrent. deux des sept marins purent s'échapper dans le noir de la nuit et nagèrent aussi loin que Goodwood, vers Bobby's Head et après avoir marché deux jours et deux nuits sur le chemin sans s'arrêter. »
Le parti de Pukeheke les tua et les mangea aussi. Le parti des Pākehā, avec le capitaine Matilda (Captain Fowler), sous le commandement de Robert Brown avec deux autres Européens et cinq lascars (des marins indiens) partirent, soit huit  personnes en tout et non sept personnes comme le dit le manuscrit, furent envoyés dans un bateau ouvert à partir Stewart Island à la recherche des lascars manquants. Brown devait être pour quelques raisons à leur recherche tout le long de la côte de North Otago.
Après le saccage par Te Rauparaha de l’important pa (village fortifié) à Kaiapoi près de la ville moderne de Christchurch en 1831, les réfugiés vinrent vers le sud et obtinrent la permission de s’installer à Kakaunui (Kakanui), et dans le territoire situé entre Pukeuri et Waianakarua, comprenant le site urbain de la ville d’Oamaru, qui devint leur domaine.

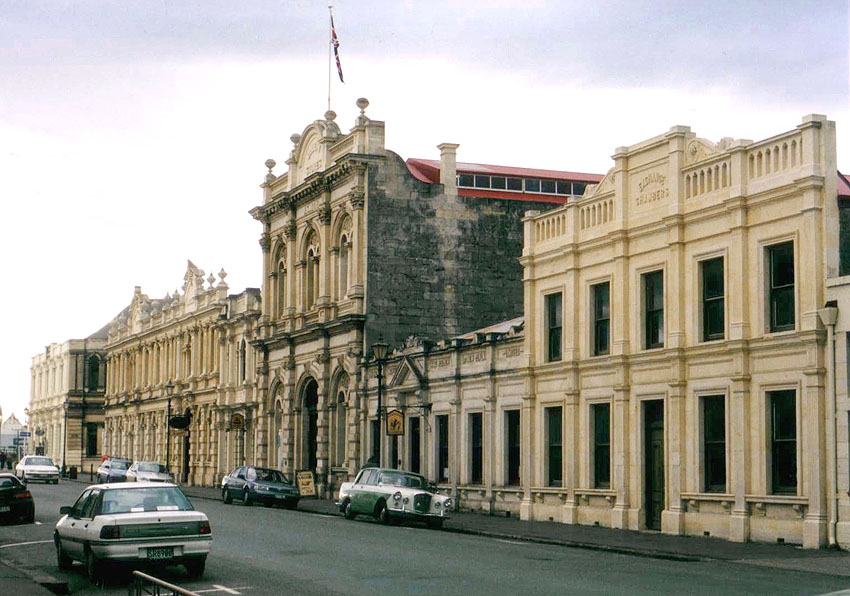
Partie du district historique d’Oamaru.

Les chasseurs de baleines visitèrent parfois cette partie de la côte dans les années 1830. Le Jason, par exemple, venant probablement de New Londondans le Connecticut aux États-Unisavec le capitaine Chester, fut noté dans le secteur d'Otago Bluff au sud de Kakanui, avec 2 500 barils d’huile, le 1er décembre 1839.
Edward Shortland visita la zone en 1844, venant à travers le pays à partir de Waikouaiti. Le 9 janvier 1844, il note que « Notre chemin d’aujourd’hui était tantôt le long du bord d’une falaise basse, tantôt d’une plage, jusqu’à ce que nous approchions de la pointe d’Oamaru, où il tourna vers l’intérieur et traversa une chaîne de collines basses, d’où nous pouvions voir au-dessus d’une plaine étendue… Plus tard dans l’après midi, nous fîmes l’ascension d’une chaîne de colline appelées « Pukeuri », séparant cette plaine d’une autre encore plus étendue. Le ciel était si remarquablement clair que ce point le plus élevé du chemin, Moeraki était visible distinctement.. » Il fit une carte et y plaça Oamaru dessus. Ce fut l’un des premiers Européens, qui passèrent à travers cette zone à pied dès 1840.
James Saunders devint le premier résident européen du district, quelque temps avant 1850, quand il s’installa pour commercer parmi les Māori de l’embouchure du fleuve Waitaki.

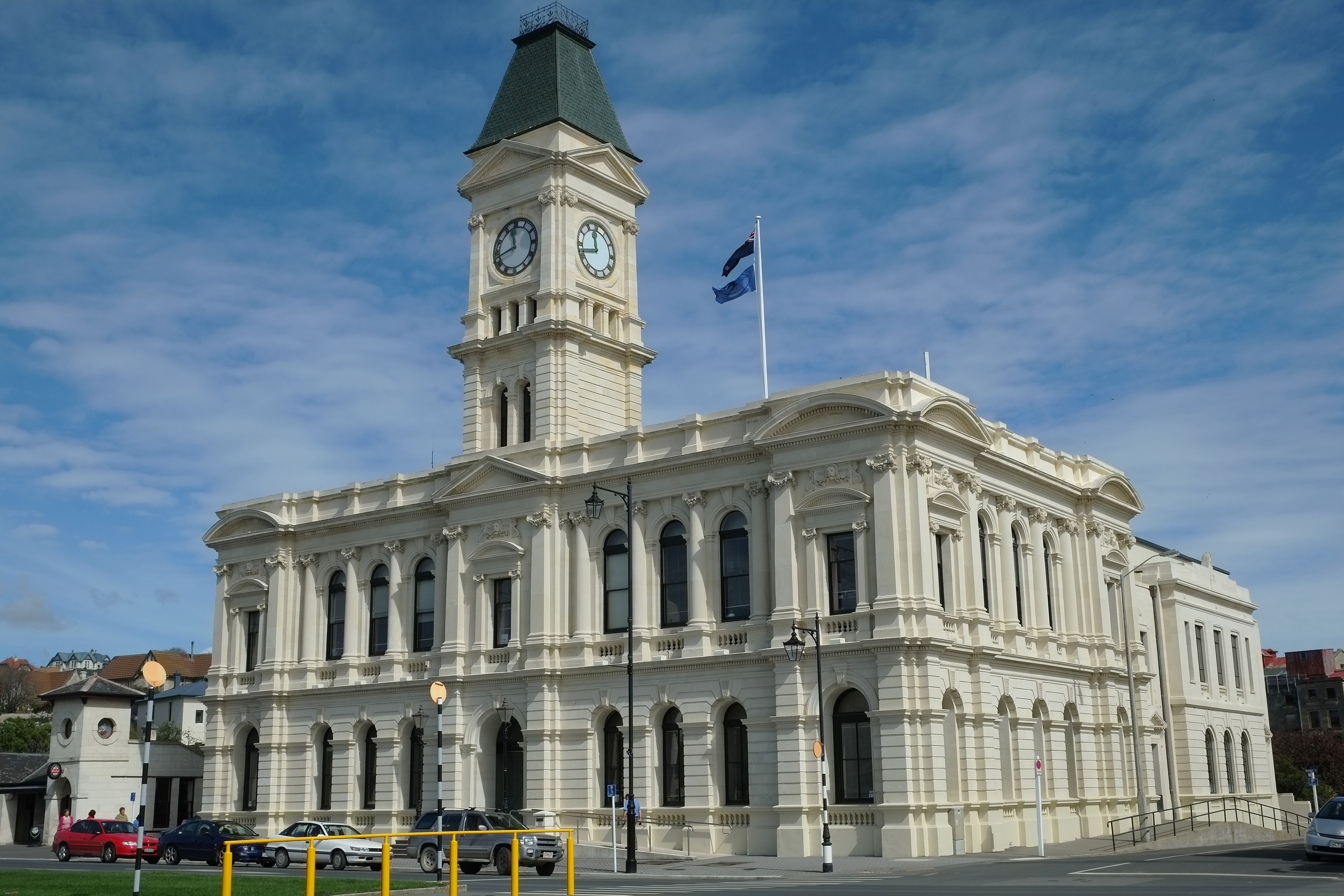
Bâtiment du Conseil du District de Waitaki, Thames Street, Oamaru.

Ensuite, plus de colons européens arrivèrent dans la zone d’Oamaru dans les années 1850. Hugh Robison construisit et vécu dans une pauvre hutte vers Oamaru Creek en 1853 alors qu’il installait son élevage de moutons. J.T. Thomson expertisa cet endroit pour y construire une ville en 1859, et le Gouvernement provincial d'Otago (en) déclara « hundreds » ce lieu-là[Quoi ?] le 30 novembre 1860.
La ville grossit comme un centre de service pour l’agriculture et l’élevage pastoral, sur les terres situées entre la chaîne de Kakanui (en) et le fleuve Waitaki, et rapidement devint un port majeur avec le début de la construction d’un brise-lame en 1871.
Pendant de nombreuses années, il y eut ainsi un port de commerce et de pêche près du Cap Wanbrow (en) et au niveau de Friendly Bay.
Avec le développement du pastoralisme et l’industrie de la congélation de la viande, qui a son origine en Nouvelle-Zélande juste au sud de la ville à Totara, Oamaru vit fleurir des institutions telles que l'Athenaeum et la école supérieure de garçons de Waitaki et la école supérieure de filles de Waitaki (en).
La richesse locale en calcaire (pierres d'Oamaru (en)) incita à la sculpture et de bons artistes comme Thomas Forrester (1838-1907) et son fils J.M. Forrester (1865–1965), ont utilisé largement cette pierre. Avec la période la Longue Dépression dans les années 1880, Oamaru est devenue la ville « La mieux construite et la plus endettée des villes de l’« Australasia » ».
Un facteur majeur de la quasi banqueroute de la ville d’Oamaru fut la construction du Borough water race, un aqueduc terminé après trois ans de travaux en 1880. Cet ouvrage d’ingénierie remplaça le faible apport d’eau provenant des petits ruisseaux locaux par de l’eau pure en abondance et aussi de l’énergie pour les machines industrielles animées par les moteurs hydrauliques) à partir de l'eau du fleuve Waitaki et en conduisant l’eau à travers un canal ouvert sur environ50 kmà travers un paysage agricole vallonné à partir de Kurow jusqu’au réservoir d’Oamaru situé à Ardgowan, ceci jusqu’à son déclassement et son abandon en 1983.

## Évolution récente
Le développement se ralentit mais la population continua à grossir jusqu’en 1970. Avec la fermeture du port et la stagnation de l’économie de la Nouvelle-Zélande, Oamaru trouva difficilement sa voie. En réponse, elle commença à se réinventer elle-même, devenant l’une des premières villes de Nouvelle-Zélande à réaliser que son héritage immobilier était un atout.

## Climat
Selon la Classification de Köppen, le climat de Oamaru est un Climat océanique (Cfb).
| Mois                              | jan. | fév. | mars | avril | mai | juin | jui. | août | sep. | oct. | nov. | déc. |
| --------------------------------- | ---- | ---- | ---- | ----- | --- | ---- | ---- | ---- | ---- | ---- | ---- | ---- |
| Température minimale moyenne (°C) | 11,4 | 11,3 | 10   | 7,3   | 4,3 | 1,8  | 1,6  | 2,8  | 4,8  | 6,7  | 8,5  | 10,5 |
| Température moyenne (°C)          | 16   | 15,9 | 14,5 | 11,8  | 8,6 | 5,9  | 5,7  | 7,1  | 9,3  | 11,2 | 13,1 | 15   |
| Température maximale moyenne (°C) | 20,7 | 20,6 | 19   | 16,4  | 13  | 10,1 | 9,8  | 11,4 | 13,9 | 15,8 | 17,8 | 19,5 |
| Précipitations (mm)               | 54   | 46   | 63   | 48    | 50  | 40   | 53   | 45   | 32   | 51   | 49   | 58   |

| Diagramme climatique                                  |            |        |           |         |           |          |           |           |           |           |            |
| J                                                     | F          | M      | A         | M       | J         | J        | A         | S         | O         | N         | D          |
| 20,711,454                                            | 20,611,346 | 191063 | 16,47,348 | 134,350 | 10,11,840 | 9,81,653 | 11,42,845 | 13,94,832 | 15,86,751 | 17,88,549 | 19,510,558 |
| Moyennes : • Temp. maxi et mini °C • Précipitation mm |            |        |           |         |           |          |           |           |           |           |            |

## Personnalités associées à Oamaru
De nombreuses personnalités mises en valeur parmi les premiers travaux de Janet Frame, qui grandit dans la ville, reflètent les conditions de vie à Oamaru.
D’autres œuvres littéraires comprennent celles d'Owen Marshall (en), Greg McGee (en) et Fiona Farrell Poole (en).
D’autres personnes importantes sont nées ou ont grandi dans la région d’Oamaru parmi lesquelles Des Wilson (en), un des fondateurs de l'association caritative pour sans-abris Shelter.
Le Premier ministre d'Australie, l'Australien Chris Watson,
les hommes politiques néo-zélandais Arnold Nordmeyer (en) et William Steward.
Le cardinal Thomas Stafford Williams,
Malcolm Grant (en), président et prévôt de la University College de Londres.
D’anciens joueurs notables des All Blacks, dont le capitaine Richie McCaw. Fred Allen, un All Black des années 1940 qui est devenu l'entraîneur de l'équipe pour gagner quatorze fois sur ses quatorze tests dans les années 1960, était né à Oamaru, bien qu’il n'y ait pas fait des études.
Le monde apprit la nouvelle de la mort de Robert Scott et des membres de son équipe lors de leur retour fatal de l’expédition vers le Pôle Sud par le biais d’un télégramme envoyé d’Oamaru, le 10 février 1913.
De 1920 à 1940, Frank Milner (en) (1875–1944) transforma la Waitaki Boys' High School en l’une des écoles les plus admirées du pays malgré ses valeurs traditionnelles, inspirant le leadership et une vue d’esprit large.
Les élèves notables comprennent Charles Brasch (1909–1973) vivant à Waitaki de 1923 à 1926, un poète et patron d’artistes ; Douglas Lilburn (1915–2001), le plus ancien chef d’orchestre de la musique de Nouvelle-Zélande ; James Bertram (en) (1910–1993), écrivain et enseignant ; Denis Blundell, un futur Gouverneur général de Nouvelle-Zélande ; et Ian Milner (en) (1911–1991), le fils du recteur, enseignant le tchèque et l'anglais, faussement accusé d’espionnage pour les communistes. Son père, connu comme « The Man », mourut soudainement le 2 décembre 1944 alors qu’il parlait à l’inauguration d’une porte en pierre de Milner Park.
E. A. Gifford (1819–1894), artiste et académicien, vécut à Oamaru de 1877 à 1885 et de 1892 jusqu’à sa mort. C’était un peintre de genre, de portrait et de paysage qui connut une notoriété nationale. Le monde des arts se souvient de lui pour des œuvres telles qu'Auckland from the Wharf de 1887, probablement l’image la plus connue d’Auckland au XIXe siècle.
Emily Gillies , artiste d’Oamaru XIXe siècle, était la fille de C.H. Street, la nièce maternelle d’Edward Lear (1812–1888), le fameux peintre aquarelliste anglais et écrivain de vers humoristiques. La sœur de Lear a virtuellement fait connaître son frère. Quand il meurt sans enfant avant elle, elle hérite des restes de sa collection. Le groupe de travaux d’intérêt international qui vient dans le Nord-Otago, où il est resté intact jusqu’au début des années 1970.
L’artiste Colin McCahon (1919–1987) vécut à Oamaru de 1930 à 1931. Il était présent au Middle School. Le lieu et le paysage du North Otago firent grande impression sur lui. Il revisita le secteur plusieurs fois à l’âge adulte en peignant ses promenades.
Le Dessinateur humoristique John Kent (en), qui est l’auteur de Varoomshka (en) un comic strip pour le journal The Guardian en Angleterre, salua à partir d'Oamaru[Quoi ?].
En 2008, il existe une forte communauté d’artistes vivants, et de vendeurs dans les locaux de la galerie de l’enceinte historique d'Omaru. Un des principaux artistes résidant dans la ville est Donna Demente (en), qui produit des portraits et des masques. C'est en partie à travers ses œuvres, qu'Oamaru accueille un festival annuel de masques, qui se tient chaque mois de juillet, nommé le Midwinter Masquerade.
Une autre célébration annuelle, est la fête du Victorian Heritage qui a lieu en novembre.
D’autres résidents passés d'Oamaru comprennent le présentateur de radio Jim Mora (en) et le joueur de hockey Scott Anderson (en).
David Sewell (en) qui a joué l’un des test-matchs pour l’équipe de cricket de la Nouvelle-Zélande.
Le concepteur de jeux vidéo Dean Hall (en) a grandi à Oamaru et a suivi les cours du Waitaki Boys High School.
Son intérêt pour l’escalade fut éveillé à l’occasion d’une sortie de terrain pour l’étude de la géographie alors qu’il étudiait là, et finalement il a ensuite gravi le sommet ultime du Mont Everest en mai 2013.

## Points d’intérêt

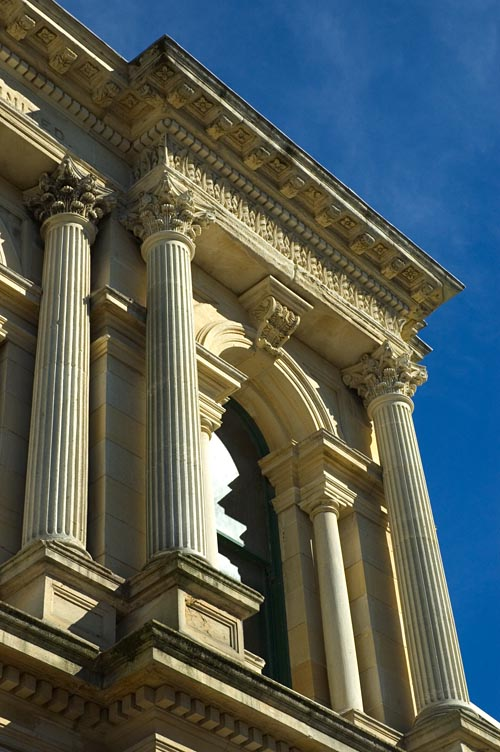
Un bâtiment fait de pierres d’Oamaruhe de style classique.

De nombreux bâtiments publics sont construits en matériaux locaux faits de calcaire (extrait spécialement dans une carrière près de Weston) et connu comme calcaire d’Oamaru. L’enclot victorien de la partie sud du principal centre commercial du district d’Oamaru se présente comme l’un des plus impressionnants paysages de rue de Nouvelle-Zélande, du fait des nombreux immeubles importants du XIXe siècle construits avec ce matériau. Plusieurs bâtiments historiques clés dans le secteur centré autour de Harbour Street et le bas de Thames Street, Itchen Street et Tyne Street ont été bien préservés par l’action de l’Oamaru Whitestone Civic Trust comme une partie de l’enceinte historique de la ville. La grande  basilique Saint-Patrick d'Omaru de style palladien est aussi un bon exemple de construction en pierre blanche d’Oamaru.
Le style victorien a été embrassé par les magasins locaux et les galeries dans une partie d’Oamaru en termes de décors.
De nombreux bâtiments du secteur près du port servent de maisons phares pour des marques commerciales et d'entrepôts et offrent un grand espace à des galeries d'exposition telles que la Galerie Forrester, la Galerie Grainstore,
The Libratory (en) et Steampunk HQ (en). Même les aires de jeux dans le secteur du port continuent à mettre en évidence le thème de l’industrie de la vapeur et le style victorien avec un Penny Farthing géant, une structure supportant le balancement[Quoi ?], et plusieurs structures de style steampunk.

## Galerie Forrester
Un musée d’art public, la Forrester Gallery — dont le premier conservateur en 1982 était Thomas Forrester —, ouvre en 1983 dans le bâtiment néo-classique conçu par l’architecte Robert Lawson pour la Banque de la Nouvelle-Galles du Sud. La restauration d’autres bâtiments intervient aussi. L'Oamaru Whitestone Civic Trust est constitué en 1987 avec l'objectif de redévelopper le district commercial d’affaires original d’Oamaru Harbour et de Tyne Streets et les travaux ont commencé pour restaurer le centre historique, situé à côté du port, peut être la zone urbaine la plus riche en atmosphère locale en Nouvelle-Zélande.
Dès le début du XXIe siècle, le patrimoine immobilier est devenu une industrie bien visible[Quoi ?] et depuis 2014 jusqu’à nos jours le nombre de bâtiments qui sont la propriété de l'Oamaru Whitestone Civic Trust a augmenté partant des huit bâtiments initiaux jusqu’aux dix-sept bâtiments actuellement[Quand ?]. Oamaru contient plus de 70 bâtiments enregistrés en Catégorie 1 ou 2 des lieux historiques sur le registre du New Zealand Historic Places Trust.

## Noms de rues
La plupart des rues de Oamaru tirent leurs noms des rivières d’Angleterre, particulièrement les rues du nord-ouest et le sud-est du pays. Le principal magasin de détail moderne Thames Street[Quoi ?]qui est la State Highway courant vers le sud suivant Severn Street, où les bâtiments commerciaux dominent la zone autour du bas de Tyne Street.

## Faune
Une colonie de manchots pygmées vivent dans une carrière abandonnée, située dans le port, non loin de l'enceinte historique. Les manchots s’établirent là d'eux-mêmes au début des années 1990, une fois que la carrière de roches a été fermée en 1970, et en 1992 un groupe de volontaires a commencé à rendre la zone satisfaisante comme habitat de nidification pour les manchots et pour permettre des visites guidées. Du fait du succès de la colonie de ces animaux, les efforts de ces volontaires ont été récompensés car la colonie a reçu le prix du Conseil régional de l'Otago (Otago Regional Council's Environmental Award) en 1995.
Au cours du début des années 2000, un centre d’information des visiteurs et deux tribunes furent érigées, et aujourd’hui la colonie de manchots-pigmés d’Oamaru Blue Penguin est la plus importante attraction d‘Oamaru, attirant plus de 75 000 visiteurs par an. C’est la propriété du Conseil de district de Waitaki et qui est géré par l'Office du développement de Waitiki (Waitaki Development Board), comprenant le monitorage et la comparaison des comportements et du nombre avec des colonies de manchots identiques à proximité, qui se sont ouverts à la vue des visiteurs.
Plus loin au sud, juste en dehors de la ville, une colonie de manchots antipodes se trouve au niveau de "Bushy Beach", qui est aussi une attraction écotouristique. Les manchots vivent parfois directement sous les bâtiments situés tout près de la plage, comprenant le club de musique de la ville, nommé '"The Penguin Club"'.
Un train à vapeur operé par la Oamaru Steam and Rail Restoration Society (en) (la « Société de restauration ferroviaire d'Oamaru »), circule le dimanche, sur un chemin de fer à voie étroite, entre la gare de Harbourside dans l’enceinte historique et un terminus tout près du port, à proximité de la colonie des petits manchots bleus.
La   (« association de plantation d'arbres du Nord-Otago »), inaugurée par l'Oamaru G.P. Dr Eric Strawson Stubbs et le femier du Nord-Otago Syd Hurst en 1937, qui était le fondateur de la New Zealand Farm Forestry Association (« Association néo-zélandaise de sylviculture »).
Historiquement, la ville d'Oamaru a servi de porte d’entrée est du Bassin de Mackenzie, via la vallée de Waitaki.

## Média
Le Oamaru Mail (en), est publié du lundi au vendredi et a sa base à Oamaru, ainsi que le The Oamaru Telegram qui est délivré chaque mardi et le Waitaki Herald, à la fois le mercredi et le vendredi. La ville est dans la zone de couverture de Radio Dunedin (en) et dans la zone de circulation de l'Otago Daily Times, basé à Dunedin. Oamaru a sa propre station de télévision locale, nommé 45 South Television, qui transmet à partir du Cap Wanbrow sur le canal 34 de l'UHF Digital.

## Transport
Oamaru est le point terminal du Chemin cycliste allant des Alpes à l'océan (en):en effet, à partir du mont Cook, un sentier de cyclisme a été construit, à la suite de son approbation en 2010 dans le cadre du projet du New Zealand Cycle Trail (en).
L'aéroport d'Oamaru (en) est à 20 km au nord de la localité de Pururi.
Après que la société Air New Zealand Link (en) a cessé de fonctionner en 2010, pour les vols programmés entre Oamaru et Christchurch, la société Mainland Air (en) a repris la liaison en 2014. Toutefois, ce vol fut supprimé après quelques mois de fonctionnement.
La principale ligne de chemin de fer vers le sud qui est la South Island Main Trunk Railway (en) passe à travers la ville d'Oamaru. Le coté court du chemin de randonnée relie le enceinte historique d’Oamaru et une carrière fermée dans le port, avec un train à vapeur touristique fonctionnant le dimanche. La gare style 1900 du chemin de fer a été inscrite sur la liste du Registre de éléments du patrimoine de la Nouvelle-Zélande en Catégorie II depuis 1983 C’est un bâtiment de gare, classe B standard, formé de planches à recouvrement et de tôle ondulée.

## Éducation
Il y a trois écoles secondaires dans Oamaru.
- La Waitaki Boys' High School est une école secondaire de garçons localisée dans la partie nord d’Oamaru, avec des installations de jour et d'internat, qui fut fondée en 1883[24]. En 2012, c’est une école avec un effectif d’un peu moins de 500 élèves[25].
- La Waitaki Girls' High School (en) est une école d’État pour filles. Elle fut fondée en 1887[26] et comporte actuellement un effectif de juste un peu plus de 400 filles allant des années 13 à 18[27]. Il y a aussi un internat, qui abrite approximativement cinquante filles comprenant des étudiantes internationales et leurs tuteurs[28].
- Le St. Kevin's College, Oamaru (en) est une école catholique mixte intégrée à l’enseignement public avec un internat.
- L'école St Joseph d'Omaru (en) fut établie par les sœurs dominicaines et les frères Chrétiens. C’est la seule école primaire catholique du North Otago[29]. En 2012, elle a un effectif de juste un peu plus de deux cents élèves et accueille des étudiants jusqu’à la année 8[30]. Il n’y a plus ni sœurs ni de frères dans l’équipe et l’école est gérée par des laïcs.